# جون كينين
جون كينين (بالإنجليزية: Jon Kinyon)‏ (من مواليد 29 مارس 1962) مخرج، منتج، صانع للرسوم المتحركة، ومنتج موسيقي ومغني و كاتب، و مؤلف الباروديا، ومنشئ ويب كوميك ومنظم.أميركي.

## روابط خارجية
- Jon Kinyon official website
- جون كينين على موقع IMDb (الإنجليزية)
- جون كينين على موقع ميوزك برينز (الإنجليزية)
- جون كينين على موقع ديسكوغز (الإنجليزية)
- جون كينين على موقع كينوبويسك (الروسية)
- God Squad! website
- Hot Rod Condoms website
- The Jimi Homeless Experience website